# Бег (Алије)
Бег (фр. Bègues) насеље је и општина у централној Француској у региону Оверња, у департману Алије која припада префектури Виши.
По подацима из 2011. године у општини је живело 231 становника, а густина насељености је износила 27,83 становника/km². Општина се простире на површини од 8,3 km². Налази се на средњој надморској висини од 525 метара (максималној 520 m, а минималној 290 m).

## Демографија
| 1962. | 1968. | 1975. | 1982. | 1990. | 1999. | 2011. |
| ----- | ----- | ----- | ----- | ----- | ----- | ----- |
| 123   | 150   | 152   | 196   | 193   | 202   | 231   |

График промене броја становника у току последњих година